# Flavon
Cet article concerne la localité italienne. Pour la particule hypothétique, voir Flavon (particule).

Flavon est un hameau italien de moins de 1 000 habitants, frazione de la nouvelle comune sparso de Contà, créée le 1er janvier 2016 par la fusion des territoires des anciennes communes de Cunevo (où se trouve désormais la mairie), Flavon et Terres, située dans la province autonome de Trente dans la région du Trentin-Haut-Adige dans le nord-est de l'Italie.

## Administration
| Période                                  | Période | Identité | Étiquette | Qualité |
| ---------------------------------------- | ------- | -------- | --------- | ------- |
|                                          |         |          |           |         |
| Les données manquantes sont à compléter. |         |          |           |         |

### Communes limitrophes
Tuenno, Nanno, Terres, Denno, Cunevo